# ناصر سبحانی
ناصر سبحانی (به کردی: ناسر سوبحانی) (۲۱ مهر ۱۳۳۰، پاوه – ۲۸ اسفند ۱۳۶۸، سنندج) از علمای اهل سنت ایران و یکی از رهبران جماعت دعوت و اصلاح در کردستان ایران در دوران بعد از انقلاب ۱۳۵۷ ایران بوده‌است.

## زندگی‌نامه
ناصر سبحانی در مهرماه سال ۱۳۳۰ در روستای دوریسان از توابع شهرستان پاوه زاده شد. او در سال ۱۳۴۷ راهی مدارس علوم دینی شد و در روستاهای استان‌های کردنشین ایران، از جمله حجره ماموستا ملا عبد الفتاح محمدی مطلق در نودشه، محمد زاهد ضیایی پاوه‌ای و محمدناصر ضیائی، به طلب علوم اسلامی پرداخت.

ناصر سبحانی در حجرهٔ محمد زاهد ضیایی پاوه‌ای ماموستای پاوه

در سال ۱۳۵۳ پس از شش سال تلمّذ نزد اساتید مدارس علوم دینی کردستان ایران، (چون دورود، محمودآباد، مریوان) تحصیلات را در سطح عالی به پایان رسانید و پس از کسب اجازهٔ تدریس و افتاء از استادش محمدامین کانی‌سانان، به‌عنوان یکی از عالمان منطقه، مشغول تبلیغات مذهبی شد.

## فعالیت‌های دینی و سیاسی
ناصر سبحانی با تأسیس مدرسهٔ علوم دینی «دوریسان»، دست به کار آموزش طلاب علوم دینی شد. او در کنار فعالیت‌های دینی، در مسایل اجتماعی نیز حضوری چشم‌گیر داشت. در سال ۱۳۵۸، چند ماه بعد از پیروزی انقلاب ۱۳۵۷، به شهر پاوه رفت و در آن‌جا به کار دعوت اسلامی مشغول شد.
ناصر سبحانی پس از اولین دیدار با علامه مفتی زاده، مسیر فعالیتهایش تغییر یافت. او لباس روحانیت را کنار نهاده و به این نظر رسید که عقاید را تنها از قرآن یا احادیث متواتری که ریشه روشن قرآنی (او معتقد بود که احادیث صحیح حاصل درک پیامبر از قرآن هستند) دارند باید استخراج کرد. البته تعداد بسیار کمی از احادیث را متوانر و قابل استناد در مسائل عقیده می‌دانست و استناد به احادیث آحاد در عقاید را نمی‌پذیرفت. و تعریف متداول صحابه، این‌که هر کسی که با پیامبر دیدار داشته است صحابه است و در نتیجه عادل، را نمی‌پذیرفت. در نتیجه بسیاری از روایات را پذیرفتنی نمی‌دانست.
ناصر سبحانی همچنین از کتاب «اصطلاحات چهارگانه در قرآن» سیدابوالاعلی مودودی بسیار تأثیر پذیرفته بود و در بسیاری از گفتارها و نوشتارهایش به معنای اصلی واژگان «رب»، «اله»، «عبادت» و «دین»، که مودودی سعی کرده بود نشان دهد در صدر اسلام معانی متفاوتی داشته‌اند، ارجاع می‌داد.
ناصر سبحانی در تشکیل شورای مرکزی سنت (شمس) با احمد مفتی‌زاده همکاری کرد. وی به همراه احمد مفتی‌زاده و دیگر علمای اهل سنّت ایران و کردستان، در نشست‌ها و گفتگوهای متعددی با مسئولان جمهوری اسلامی ایران در کرمانشاه، قم و تهران مشارکت جدی داشت.
با تشکیل شورای مرکزی اهل سنّت ناصر سبحانی به عنوان یکی از اعضای فعّال با این تشکّل همکاری کرد؛ که موجب صدور حکم دستگیری او از طرف مسئولان حکومتی، در کنگره دوم شد که در پی صدور این حکم، دوران فعالیت مخفیانهٔ هفت سالهٔ وی از مرداد ماه ۱۳۶۱ آغاز شد و تا لحظهٔ دستگیری‌اش در ۱۷ خرداد ماه ۱۳۶۸ ادامه یافت.
ناصر سبحانی سه بار به خارج از کشور سفر کرد. دو بار راهی پاکستان شد. در سفر دوم مدت یک سال در آن‌جا ماند و به تحقیق و تألیف مشغول شد، در کنفرانس اسلامی پاکستان که با شرکت عالمان برجستهٔ جهان اسلام و به منظور بررسی مشکلات دنیای اسلام تشکیل شده بود شرکت کرد و به ایراد سخنرانی پرداخت. ناصر سبحانی در سومین سفر خود در سال ۱۳۶۷ به ترکیه رفت و در کنگرهٔ خاص ملت کُرد که از سوی شخصیت‌های اسلامی تشکیل شده بود، شرکت کرد و در همین کنگره بنا به پیشنهاد او، رابطه اسلامی کرد تأسیس گردید.
او در خلال این سفرها با شخصیت‌های برجستهٔ اسلامی از جمله: مرشد سوم اخوان‌المسلمین عمر تلمسانی، مرشد پنجم اخوان، مصطفی مشهور، محمد احمد الراشد، عبدالله عزام، خورشید احمد دیدار کرد. همچنین با سران جهاد افغانستان مانند گلبدین حکمتیار، برهان‌الدین ربانی، یونس خالص در اثنای جنگ علیه شوروی هم ملاقات و گفتگو داشت.

## مرگ
اتهام ناصر سبحانی که منجر به دستگیری و نهایتاً اعدام وی شد هیچگاه معلوم نشد. گفته می‌شود وی در بیست و هشتم اسفند ماه ۱۳۶۸ به دار آویخته شد. قبر سبحانی در شهرستان قروه، از توابع استان کردستان، قرار دارد.

## آثار
برخی از آثار علمی ناصر سبحانی عبارت‌اند از:
- بررسی کلی نماز و تفسیر سوره فاتحه[۳]
- بندگی خدا ناصر سبحانی[۴]
- مجموعه فتاوا دربارهٔ برخی از مسائل مهم ایران و جهان معاصر و به زبان عربی است.
- ولایت و امامت[۵] [۶]که نوشته‌ای است به شیوه تفسیر قرآن دربارهٔ معنای «ولایت» و «امامت» در قرآن، او این کتاب را به دو زبان فارسی و عربی نوشته‌است.
- مذکرة فی علوم الحدیثتذکری در علوم حدیث در اصل رساله‌ای طولانی[۷] است که آن را برای «مجمع السنة النبویة» نوشته که یوسف قرضاوی آن را اداره می‌کرد. وی در این رساله نکاتی را به پروژهٔ جمع‌آوری احادیث پیامبر اسلام تقدیم می‌کند.[۸]
- مختصر مدارج‌السالکین که خلاصه تهذیب مدارج‌السالکین عبد المنعم صالح علی العزی است.
- کتابی دربارهٔ عقیده که موضوعات آن را از قرآن استخراج می‌نمود و چون روزهای قبل از دستگیری مشغول نوشتن این کتاب بود، ناتمام مانده‌است.
- بیش از هزار کاست صوتی در زمینه‌های تفسیر قرآن، مسائل عقیدتی، عبادات و حکمت‌های آن، سیستم‌های فکری، اقتصادی و سیاسی اسلام و علوم اسلامی مانند علوم قرآنی، اصول فقه و حدیث به یادگار مانده‌است. همچنین چندین سخنرانی دربارهٔ مسائل فکری و سیاسی، قبل و بعد از انقلاب ۱۳۵۷ ایران از وی وجود دارد. علاوه بر زبان کردی، صدها کاست به زبان عربی و فارسی از وی در دست است.
- مجموعه‌ای از مقالات در مجلات اسلامی طی سال‌های ۱۹۸۳ تا ۱۹۸۷ میلادی
- رسالة الآلام من أرض البلایا إلی معشر الأنبیاء والمرسلین که آن را پس از حمله شیمیایی به حلبچه نوشته‌است.[۹]